# Pseudopharaphodius janssensi
Pseudopharaphodius janssensi är en skalbaggsart som beskrevs av Renaud Maurice Adrien Paulian 1939. Pseudopharaphodius janssensi ingår i släktet Pseudopharaphodius och familjen Aphodiidae. Inga underarter finns listade i Catalogue of Life.